# Theodore Bikel
Theodore Bikel (n. 2 mai 1924, Viena, Republica Austriacă – d. 21 iulie 2015, Westwood, California, SUA) a fost un actor evreu-austriac-american și cântăreț al repertoriului folcloric ebraic. În afară de muzica folk și roluri în cinematografie și televiziune, este cunoscut mai ales pentru rolul lăptarului Tevye din Scripcarul pe acoperiș, unul din cele mai performante muzicaluri de pe Broadway. 
A activat și pe plan social, alăturăndu-se mișcărilor pentru drepturi civile și drepturile omului și pe plan politic.

## Biografie
Theodore Bikel s-a născut în Viena (în acea vreme capitala Republicii Austriece), într-o familie de evrei bucovineni ca fiu al lui Josef Bikel și al Mariei (Miriam) n. Riegler. Josef Bikel, un sionist convins, și-a denumit fiul după  Theodor Herzl, ctitorul mișcării sioniste moderne. în 1938, după alipirea Austriei la Germania nazistă (Anschluss) familia Bikel a obținut un certificat de emigrare spre Palestina mandatorie, unde s-a stabilit în kibuțul Kfar Hamakabia, iar Theodore s-a înscris să învețe agricultura la școala Mikve Israel.
La vârsta de 19 ani Theodore a fost admis la ansamblul teatral de nivel național, Habima și în scurtă vreme, împreună cu o grupă de actori sub conducerea lui Yosef Milo a participat la fondarea teatrului Hacameri, devenit concurentul Habimei ca nivel artistic.
În 1945 Bikel s-a decis să-și completeze studiile teatrale și s-a înscris la Academia Regală de Artă Dramatică (în engleză Royal Academy of Dramatic Art) din Londra.
În 1954 Bikel s-a stabilit în Statele Unite și a fost naturalizat catățean american în 1961.
În cinematografie a debutat în filmul Regina africană (African queen, 1951), cu Katherine Hepburn și Humphrey Bogart și a fost nominalizat pentru prestigiosul premiu Oscar al Academiei Americane de Film pentru interpretarea sa din filmul Lanțul (1958) cu Tony Curtis și Sidney Poitier. În același an a apărut în filmul Vreau să trăiesc! al lui Robert Wise și în Mândrie și pasiune, supraproducție realizată în Spania, cu Cary Grant, Sophia Loren și Frank Sinatra.
Din 1955 a jucat și în spectacole pe Broadway. În 1967 a început sa apară în rolul principal al lăptarului Tevye din Scripcarul pe acoperiș, unul din spectacolele de muzical cele mai longevive de pe Broadway, producție premiată cu nouă Premii Tony. Bikel este actorul care a interpretat acest rol de cele multe ori (peste 2.000).
Bikel a fost cunoscut și pentru muzică folk, înregistrând în 21 de limbi, inclusiv în română. A fost un suporter entuziast al lui Bob Dylan, înainte ca acesta să ajungă să fie cunoscut.
În 1977 a jucat în memorabilul episod The Bye-Bye Sky High I.Q. Murder al serialului Columbo, în care l-a interpretat pe criminal (intelectualul supradotat Oliver Brandt). 
La începutul anilor 1990 a apărut într-un episod din serialul Star Trek: Generația următoare, jucând rolul lui Serghei Rozhenko, un ofițer în rezervă. De asemenea, el a avut o scurtă apariție în filmul 200 de Moteluri al muzicianului de rock Frank Zappa.

## Filmografie selectivă
- 1951 Regina africană (African queen), regia John Huston
- 1952 Moulin Rouge, regia John Huston
- 1953 Hoți de copii (The Kidnappers), regia Philip Leacock
- 1957 Mândrie și pasiune (The Pride and the Passion), regia Stanley Kramer
- 1958 I Bury the Living, regia Albert Band
- 1958 Lanțul (The Defiant Ones), regia Stanley Kramer
- 1964 My Fair Lady, regia George Cukor
- 1966 Vin rușii, vin rușii! (The Russians Are Coming, the Russians Are Coming), regia Norman Jewison

## Premii

### Oscar
| An   | Categorie                                      | Film   | Rezultatul   |
| ---- | ---------------------------------------------- | ------ | ------------ |
| 1958 | Oscar pentru cel mai bun actor în rol secundar | Lanțul | Nominalizare |